# México Lindo
México Lindo är en ort i Mexiko.   Den ligger i kommunen Colón och delstaten Querétaro Arteaga, i den centrala delen av landet, 160 km nordväst om huvudstaden Mexico City. México Lindo ligger 1 910 meter över havet och antalet invånare är 836.
Terrängen runt México Lindo är platt åt sydväst, men åt nordost är den kuperad. Runt México Lindo är det ganska tätbefolkat, med 185 invånare per kvadratkilometer. Närmaste större samhälle är La Fuente, 7,8 km öster om México Lindo. Omgivningarna runt México Lindo är en mosaik av jordbruksmark och naturlig växtlighet.